# Fredrik von Essen (1871–1936)
Gustaf Fredrik von Essen, född den 6 juni 1871 i Hömbs församling, Skaraborgs län, död den 19 maj 1936 Lena församling, Uppsala län, var en svensk friherre, kammarherre och godsägare.
von Essen var vice ordförande i Uppsala läns hushållningssällskap, ordförande i Uppsala läns skogsvårdsstyrelse, i Uppsala läns landsting, i Uppsala läns brandstodsbolag och i Svenska handelsbankens avdelningsstyrelse i Uppsala. Han ägde Salsta, Wattholma och Skokloster. von Essen blev kabinettskammarherre 1933. Han invaldes som ledamot av Lantbruksakademien 1922. von Essen blev riddare av Vasaorden 1909 och av Nordstjärneorden 1923 samt kommendör av andra klassen av Vasaorden 1931.
Fredrik von Essen var son till Fredrik von Essen och Aurore, född Brahe. Han gifte sig 1913 med Wera Lagercrantz. De blev föräldrar till Rutger och Per Erik von Essen.